# Kudriasziwka
Kudriasziwka (ukr. Кудряшівка) – wieś na Ukrainie, w obwodzie ługańskim, w rejonie siewierodonieckim, w hromadzie Rubiżne. W 2001 liczyła 1390 mieszkańców, spośród których 1033 wskazało jako ojczysty język ukraiński, 342 rosyjski, 1 białoruski, 8 ormiański, a 6 inny.